# Xenophyes goniomus

Xenophyes goniomus  (лат.) — вид полужесткокрылых насекомых из семейства Peloridiidae. Новая Зеландия.

## Описание
Мелкие полужесткокрылые насекомые с полупрозрачными надкрыльями, длина тела 2—3 мм. Ширина головы 1,08–1,33 мм; длина головы 0,33–0,40 мм. Комбинированная ширина двух надкрылий до 1,95 мм. Основная окраска коричневая, до почти чёрного. Форма тела широкоовальная, плоская. Голова поперечная, примерно в 3 раза шире своей длины; передний край выпуклый. Пронотум в задней части гладкий. Оцеллии отсутствуют. Усики короткие 3-члениковые, булавовидные. Ротовые части гопогнатические. Лапки 2-члениковые. Нелетающие брахиптерные насекомые. Встречаются в лесах из южного бука (Nothofagus). Сезонность: ноябрь — апрель.